# آرش رحمانی‌پور
آرش رحمانی‌پور (زاده ۱۳۶۹ – درگذشت در ۸ بهمن ۱۳۸۸) نوجوانی بود که توسط حکومت جمهوری اسلامی ایران متهم به عضویت در انجمن پادشاهی ایران گردید و در تاریخ ۸ بهمن ۱۳۸۸ با حکم دادگاه انقلاب اعدام شد. بنا بر اظهار وکیلش وی در هنگام ارتکاب جرم منسوب زیر سن قانونی بوده و تنها ۱۶ تا ۱۷ سال داشته است.

## اتهامات
دادسرای عمومی و انقلاب تهران در این باره اعلام کرد برای یازده تن از متهمان حوادث پس از انتخابات ۲۲ خرداد ۱۳۸۸، از جمله معترضان روز عاشورای ۱۳۸۸، حکم اعدام صادر شده و دو تن از آنان به اسامی آرش رحمانی‌پور و محمدرضا علی‌زمانی اعدام شده‌اند. سخنگوی انجمن پادشاهی ایران ادعای ارتباط این افراد با این حزب را به کلی رد کرده بود.
نسرین ستوده وکیل رحمانی پور اتهام وی مبنی بر شرکت در تظاهرات پس از انتخابات را تکذیب کرد و اعلام نمود که او در ماه فروردین و قبل از انتخابات به اتهام همکاری با انجمن پادشاهی ایران دستگیر شده بود. وکیل رحمانی‌پور همچنین اعلام کرده است که به او اجازه دفاع در «دادگاه نمایشی» در ماه مرداد داده نشده و اتهاماتی که به رحمانی‌پور نسبت داده شده مربوط به نوجوانی او بوده است و اعترافات وی به علت تهدید علیه خانواده‌اش بوده است. این وکیل افزوده که در تنها ملاقاتش با رحمانی پور، او گفته که خواهر باردارش را همراه او دستگیر کرده بودند و گفته بودند تنها در صورتی خواهر رحمانی را آزاد خواهند کرد که به «کارهای ناکرده» اعتراف کند. خواهر آرش رحمانی در این باره می‌گوید که بعد از بازداشت، بچه‌اش را از دست داده و چهار روز در آی سی یو بوده است، او همچنین اعلام کرد که به خانواده رحمانی گفته شده بوده که حکم اعدام شکسته شده و آن‌ها از اعدام خبر نداشتند و خبر آن را از تلویزیون شنیدند.
در بهمن‌ماه ۱۳۸۸ محمدجواد لاریجانی دبیر ستاد حقوق بشر قوه قضائیه ایران تأیید کرد که وی (و محمدرضا علی‌زمانی که هم‌زمان با رحمانی‌پور اعدام شد) ماه‌ها پیش از انتخابات در زندان بوده و اتهام آن‌ها بمب‌گذاری فروردین ۱۳۸۷ در حسینیه شیراز بوده است. در آخرین اطلاعیه دادستانی تهران اتهام زمانی و رحمانی‌پور تلاش ناموفق برای ایجاد حریق امامزاده زید و امامزاده علی اکبر در تهران اعلام گردیده است.

## واکنش‌ها
- در مورد اعدام رحمانی‌پور، زمانی ابراهیم نبوی در نامه‌ای سرگشاده به علی خامنه‌ای نوشت: «یکی را ماه فروردین زندانی کرده‌اند و با شکنجه و وعده و فریب از او خواسته‌اند که اعتراف کند که سه ماه بعد از زندانی شدنش اغتشاش به پا کرده است. دروغ زشت‌تر از این… تشکیلاتی دروغ را خودتان ساختید، عده‌ای از جوانان ساده دل مخالف را به آن جذب کردید، به آنان درس خشونت دادید، آنان را از کشور بیرون بردید و در مرز گرفتید، زندانی کردید و وعده دروغ دادید، آنان را به بازی نقشی دروغ در مقابل مردم واداشتید، حالا هم به جرم این همه همراهی اعدام شان کردید!»[۱۰]
- احمد جنتی نیز دربارهٔ اعدام آرش رحمانی‌پور و محمدرضا علی‌زمانی خطاب به صادق لاریجانی، رئیس قوه قضائیه، گفت: «شما روحیه ضد ظلم، انقلابی و ولایی دارید. پس بیایید برای رضای خدا همین‌طور که دو نفر را صریح اعدام کردید، و دست شما هم درد نکند، مردانه بایستید.»[۱۱]